# Allāh Darreh-ye Pā'īn
Allāh Darreh-ye Pā'īn (persiska: اَلّاه دَرِّۀ سُفلَى, هالِه دَرِّۀ پائين, آلِه دَرِّۀ سُفلَى, الله دره پائین, اَلّاه دَرِّه, Allāh Darreh-ye Soflá, Āleh Derreh-ye Pā’īn, آلِه دِرِّۀ پائين, Allāh Darreh-ye Pā’īn) är en ort i Iran.   Den ligger i provinsen Kurdistan, i den nordvästra delen av landet, 400 km väster om huvudstaden Teheran. Allāh Darreh-ye Pā'īn ligger 1 952 meter över havet och antalet invånare är 464.
Terrängen runt Allāh Darreh-ye Pā'īn är huvudsakligen kuperad, men den allra närmaste omgivningen är platt. Allāh Darreh-ye Pā'īn ligger nere i en dal. Runt Allāh Darreh-ye Pā'īn är det ganska glesbefolkat, med 28 invånare per kvadratkilometer. Närmaste större samhälle är Bāyanchūb, 14,2 km söder om Allāh Darreh-ye Pā'īn. Trakten runt Allāh Darreh-ye Pā'īn består i huvudsak av gräsmarker.